# دیسنترالند

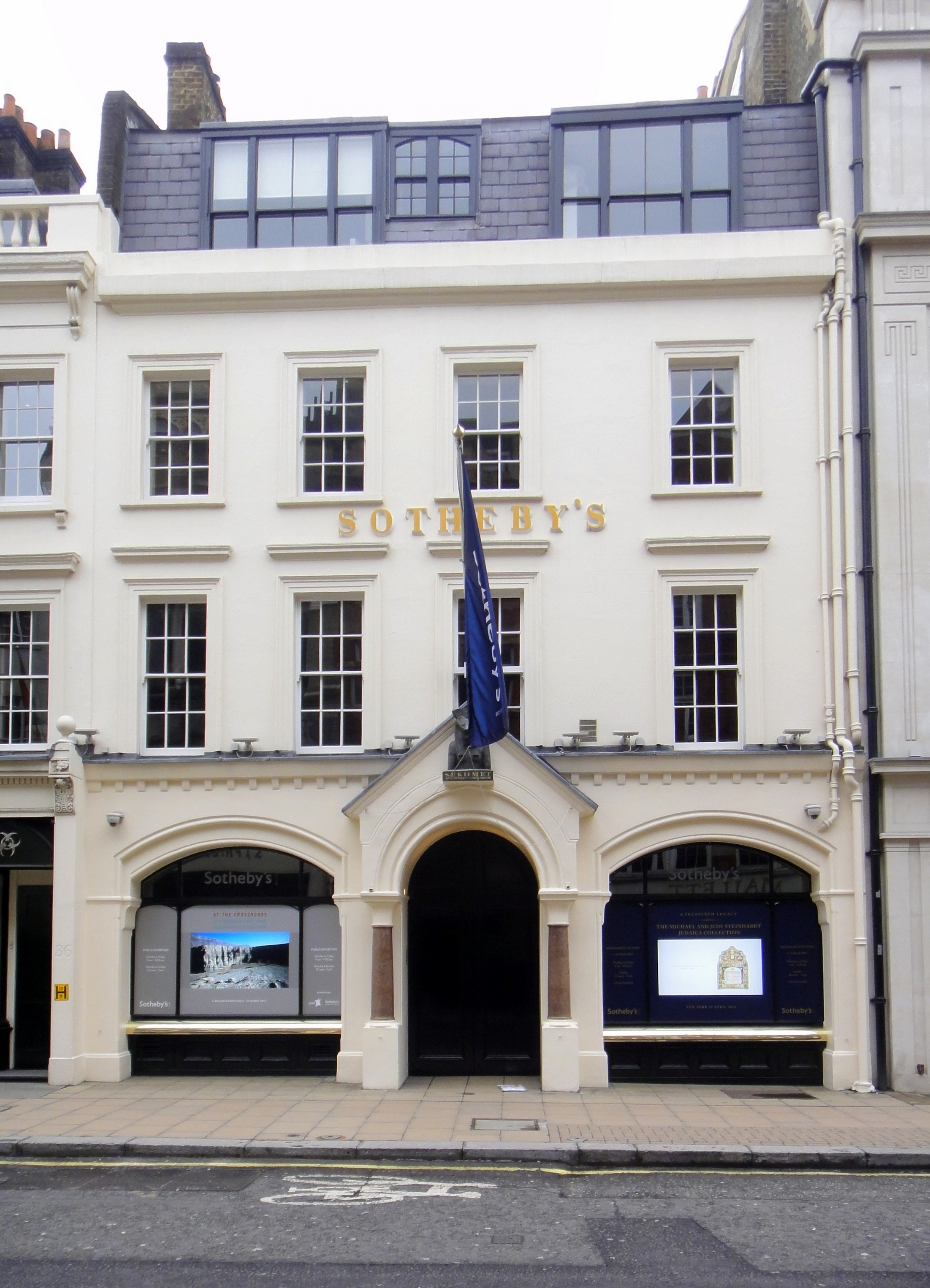
دفتر ساتبی در خیابان نیو باند لندن به صورت دیجیتالی در دیسنترالند بازسازی شد تا با توکن‌های NFT را به نمایش بگذارد و بفروشد.

دیسنترالند یا دیسنترالند (به انگلیسی: Decentraland) یک پلتفرم واقعیت مجازی سه بعدی غیرمتمرکز است که از بلاک چین آتریوم استفاده می‌کند. در فوریه ۲۰۲۰ برای عموم باز شد، و توسط بنیاد غیرانتفاعی دیسنترالند (Dao) نظارت می‌شود.
دیسنترالند یک جامعه و دنیای مجازی مبتنی بر فناوری بلاک چین است. در پروژه دیسنترالند کاربران به توسعه و خرید قطعات زمین، آثار هنری و توکن‌های غیرقابل تعویض (NFT) می‌پردازند. اعضاء همچنین در سازمان مستقل غیر متمرکز (DAO) این پلتفرم شرکت می‌کنند. ارز دیجیتال محلی این دنیای مجازی مانا (MANA) نام دارد و تمام دارایی‌های داخل بازی، روی بلاک چین اتریوم فعالیت می‌کنند.
همانطور که گفته شد بازی دیسنترالند در دنیای متاورس انجام می‌شود، این بازی به کاربران امکان خرید و فروش ملک و لباس و... را می‌‎دهد و کاربران می‌توانند یک زندگی دیجیتالی برای خود ایجاد کنند و از طریق ارزهای مجازی کسب درآمد کنند. دیسنترالند بر روی بلاکچین بستر اتریوم فعالیت می‌کند. بر این اساس، ممکن است هزینه ملک و دارایی ها مقداری گران باشد، اما کاربران با ساخت و یا خرید ملک در دیسنترالند می‌توانند سرمایه‌گذاری کنند و با فروش آن ها سود زیادی به دست بیاورند. پس از تاسیس DAO، این بازی به صورت غیرمتمرکز ایجاد شد که این ویژگی یکی از دلایل محبوبیت این بازی است؛ چراکه نهاد یا سازمانی روی آن تمرکز ندارد.

## چه کسانی بازی دیسنترالند را توسعه داده اند؟
دیسنترالند توسط Ariel Meilich و Esteban Ordano تأسیس شد. در سال 2017 بعد از راه اندازی پروژه و پیش عرضه آن ( ICO ) بودجه 26 میلیون دلاری بدست آوردند. سال 2020 این پروژه عملا از نظارت خارج شده و توسط پلیرها کنترل شد. هر دو شخص از آن زمان از نقش‌های اصلی کنار رفته اند، اما همچنان به عنوان مشاور بازی عمل می‌کنند.
میلیچ کارآفرینی است که چندین استارت آپ را تاسیس کرده و در یک صندوق سرمایه گذاری ریسک پذیر تحلیلگر بوده است. اوردانو در دنیای ارزهای دیجیتال سابقه دار است که به عنوان مهندس نرم افزار و مشاور در بازی دیسنترالند فعالیت می‌کند و شرکت توسعه قراردادهای هوشمند خود را اداره می‌کند و همچنین یک شرکت زیرساخت فناوری بلاک چین تاسیس کرده است.
استریمیوم یک پلتفرم پخش ویدیو غیرمتمرکز می‌باشد که از پرداخت توسط بیت کوین استفاده می‌نماید. بیت‌کور (Bit core) نیز یک فول‌استک برای بیت کوین و برنامه‌های مبتنی بر بلاک چین می‌باشد.

## مارکت بازی
در ابتدا بازی دیسنترالند شامل سه توکن می‌شود:
اولین توکن مانا (Mana) نام دارد که به عنوان پول اصلی در دیسنترالند استفاده می‌شود این توکن روی بستر ERC20 است و در واقع برای خرید و فروش ملک از این توکن استفاده می‌شود. تعداد این ارز در بازار ارزهای دیجیتال محدود است، حدودا 2.1 میلیارد واحد است که 1.9 میلیارد واحد وارد بازار شده، این محدود بودن به خاطر جذب کاربر برای ورود به بازی دیسنترالند است.
توکن های دیگر لند (Land) و استیت (State) نام دارند که به صورت NFT ( توکن غیرمثلی) هستند، توکن لند روی بستر ERC721 است. برای استفاده از توکن لند باید زمین هایی به نام LAND خریداری کرد و بعد از خریداری، کاربران می‌توانند در آن زمین ها مشغول ساخت و ساز شوند. کاربران همچنین می‌توانند زمین‌های خریداری شده خود را به یک واحد توکن Estate متصل کنند و قدرت رای قطعات زمین خود را زیاد کنند.
توکن LAND درواقع نشان دهنده زمین های موجود در بازی است که کاربران با خرید و فروش این توکن می‌توانند صاحب زمین شوند. در کل بازی تنها 90.000 توکن LAND وجود دارد که کاربران می‌توانند برای خرید زمین آن توکن هارا بفروشند. علاوه براین، در دیسنترالند قطعه زمین های کوچک تری در حد 16*16 وجود دارد که به آنها Parcels می‌گویند. قرار گرفتن دو پارسل در کنار هم یک Estate را تشکیل می‌دهند.
در کنار محیط بازی، دیسنترالند یک بازار و یک ادیتور ساده ایجاد کرده، که کاربران می‌توانند محتواهای خود را در لندهای خود ایجاد کنند. در مارکت بازی، شما می‌توانید با استفاده از توکن مانا، لند بخرید، آنها را به دیگران انتقال دهید یا دیگر آیتم‌هایی مانند نام‌های منحصر به فرد و پوشیدنی‌ها (Wearables) را خرید و فروش کنید. تمام تراکنش‌ها بین کیف پول‌های آتریوم صورت می‌گیرند؛ بنابراین توسط شبکه آتریوم تأیید می‌شوند و بر روی بلاکچین قرار می‌گیرند.

## حاکمیت بازی (DAO)
دیسنترالند شبکه غیرمتمرکزی است که کنترل آن در اختیار کاربران قرار دارد. در این پلتفرم دارندگان توکن‌های مانا، لند و استیت می‌توانند در امور حاکمیتی شبکه شرکت کنند و به پیشنهادها ارائه شده توسط حاکمیت رای دهند. هر توکن در دیسنترالند وزن مختلفی برای رای دارد، هر واحد توکن مانا ۱ قدرت رای دهی و هر واحد توکن لند و استیت دو هزار قدرت رای دهی برای دارنده خود خواهند داشت. هر چه تعداد توکن‌های کاربر در دیسنترالند بیشتر باشد، قدرت رای دهی او نیز بیشتر خواهد بود.
مهم‌ترین قراردادها و دارایی‌های هوشمند در بازی دیسنترالند در اختیار سازمان خودگردان غیرمتمرکز می‌باشد. این قراردادها شامل قرارداد زمین‌ها (LAND)، قراردادهای (Estates)، پوشیدنی‌های داخل مارکت بازی یا پلتفرم‌هایی همچون OpenSea و Rarible، سرورهای محتوا پلتفرم هستند. علاوه بر اینها، بخشی عمده‌ از ذخایر توکن‌های مانا تحت اوامر این سازمان می‌باشد (۲۲۲ میلیون واحد مانا که در طی ۱۰ سال گذشته واگذار می‌گردد)؛ که این اختیارات سبب استقلال زیاد پلتفرم و سازمان DAO می‌شود و مزایایی همچون پاداش‌ها و تخفیفات را برای کاربران آن به همراه دارد.
برای شرکت در رای‌گیری‌های دیسنترالند با توکن مانا باید ابتدا آن را در شبکه استیک کنید و نوع رپد (wrapped) شده آن به نام wMANA را دریافت کنید. توکن‌های مانا را در زمان رأی‌گیری نمی‌توان مبادله یا خرج کرد اما پس از رأی‌گیری می‌توان توکن‌های Wmana را آزاد کرده و سپس خرج کرد.
برای مشارکت در رأی‌گیری با استفاده از توکن‌های لند و استیت نیازی به قفل کردن آنها در شبکه نیست اما باید آنها را در سازمان خودگردان غیر متمرکز دیسنترالند ثبت کرد و پس از ثبت نام می‌توان از آنها مانند قبل استفاده کرد.
بجز سازمان خودگردان غیر متمرکز دیسنترالند، یک هیئت مشاور امنیتی دیگر به نام SAB نیز در این پلتفرم وجود دارد که امنیت قراردادهای هوشمند در دیسنترالند را کنترل می‌کند. همچنین این هیئت تمام مباحث ارائه شده را بررسی می‌کند تا ریسک کلاهبرداری در این شبکه کاهش یابد. اعضای این به انتخاب جامعه دیسنترالند تعیین می‌شوند و این قدرت را دارند تا پیشنهادها ارائه شده توسط حاکمیت شبکه را رد کرده یا آنها را به تعویق بیندازد.

## تاریخچه
دیسنترالند در اصل در سال ۲۰۱۵ توسط دو آرژانتینی به نام‌های استابان اوردانو (Estaban Ordano) و اری میلیش (Ari Meilich)، یک فضای مجازی شامل املاک و مستغلات دیجیتال، آیتم‌ها و دیگر دارایی‌های قابل شخصی‌سازی را ساخته‌اند. تمام این موارد با استفاده از رمز ارز مانا، توکن ERC20 دیسنترالند، قابل خرید است. بازیکنان این پلتفرم که دیسنترالندر  نام دارند، می‌توانند ارز دیجیتال MANA (اطلاعات ارز مانا در کوین مارکت کپ) را از صرافی‌های مختلفی تهیه کنند. توکن‌های غیرقابل معامله ERC721، نماینده دارایی‌های منحصربه‌فرد دیسنترالند شامل زمین و دیگر آیتم‌های قابل خرید هستند.
هنگامی که دیسنترالند برای اولین بار در سال ۲۰۱۷ به صورت بتا راه اندازی شد، توسعه دهندگان قطعات زمین مجازی را به قیمت ۲۰ دلار فروختند؛ پس از رونق توکن‌های NFT در سال‌های ۲۰۲۰–۲۰۲۱، مطلوب‌ترین املاک دیجیتال در دیسنترالند به قیمت بیش از ۱۰۰۰۰۰ دلار فروخته شد.
در ژوئن ۲۰۲۱، خانه حراج ساتبی مستقر در لندن، یک کپی دیجیتالی از دفتر مرکزی خیابان نیو باند خود را به عنوان یک گالری مجازی در دیسنترالند برای نمایش هنر دیجیتال ایجاد کرد.
دفتر ساتبی در خیابان نیو باند لندن به صورت دیجیتالی در دیسنترالند بازسازی شد تا توکن‌های NFT را به نمایش بگذارد و بفروشد.
در ۱۸ ژوئن ۲۰۲۱، مؤسسه سرمایه‌گذاری دیجیتال مستغلات مستقر در نیویورک Republic Realm معادل ۹۱۳۲۲۸ دلار برای ۲۵۹ بسته از دیسنترالند که قصد دارد به یک منطقه خرید مجازی به نام Metajuku، به سبک منطقه خرید توکیو Harajuku، تبدیل شود، پرداخت کرد.
جشنواره چهار روزه متاورس که در اکتبر ۲۰۲۱ برگزار شد، اولین جشنواره موسیقی متاورس بود و شامل اجراهای واقعیت مجازی توسط Deadmau5، AlunaGeorge, Alison Wonderland و سایر بازیگران موسیقی بود.
از آنجایی که قیمت توکن MANA دیسنترالند در اکتبر ۲۰۲۱ به دنبال تغییر نام فیس بوک به "Meta" به بالاترین حد خود یعنی ۴٫۳۳ دلار رسید، بازار ارزهای دیجیتال در سراسر جهان MANA-mania را فرا گرفته‌است.

## بازی‌های بلاکچینی مرتبط
- سند باکس